# Christian Fredrik Martin

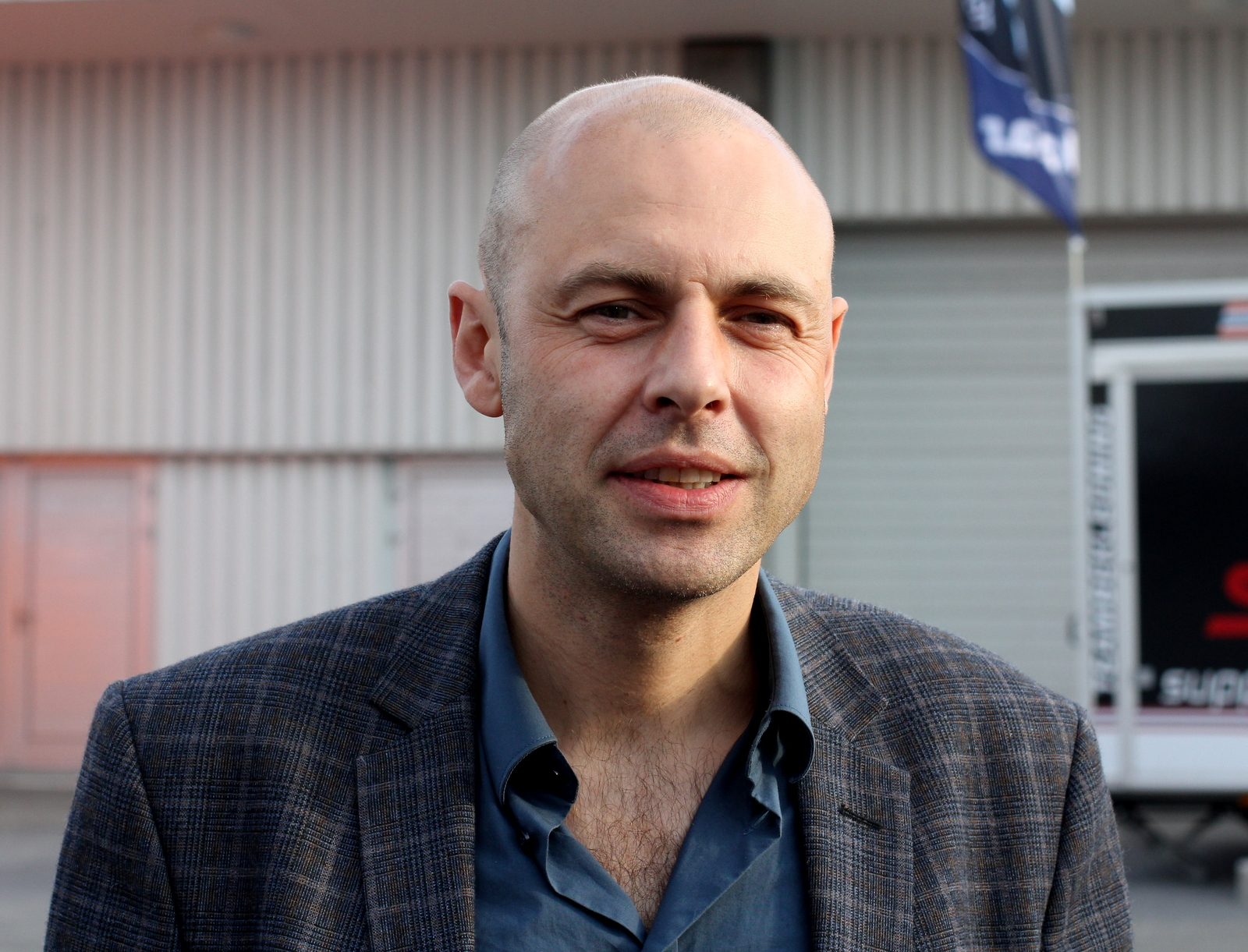
Christian Fredrik Martin 2013

Christian Fredrik Martin (* 1971) ist ein norwegischer Filmproduzent. In seinem Heimatland erhielt Martin insbesondere Anerkennung für seinen Film Stadtneurosen (Upperdog, 2009), der 2010 den Amanda Award für den Besten Film gewann und für den Filmpreis des Nordischen Rates nominiert war.
International sind Martins Filme vor allem durch zahlreiche Festivalteilnahmen, aber auch aus dem Kino bekannt. Bereits 2006 war sein Film Uro bei den Internationalen Filmfestspielen von Cannes 2006 in der Sektion Un Certain Regard gelaufen. Der Film Headhunters, bei dem Martin als ausführender Produzent tätig war, feierte seine Uraufführung 2011 beim Internationalen Filmfestival von Locarno und lief später auch in den europäischen Kinos. Sein Film Sons of Norway (2011) gewann beim Göteborg Film Festival den FIPRESCI-Preis.

## Filmografie (Auswahl)
- 2005: Vinterkyss – Regie: Sara Johnsen
- 2006: Uro – Regie: Stefan Faldbakken
- 2008: Nowhere Man (Koproduzent) – Regie: Patrice Toye
- 2009: Stadtneurosen – Regie: Sara Johnsen
- 2011: Headhunters (Ausführender Produzent) – Regie: Morten Tyldum
- 2011: Sons of Norway – Regie: Jens Lien
- 2012: Call Girl (Koproduzent) – Regie: Mikael Marcimain
- 2013: Pioneer – Regie: Erik Skjoldbjærg